# Brăsjlen
Brăsjlen (bulgariska: Бръшлен) är ett distrikt i Bulgarien.   Det ligger i kommunen Obsjtina Slivo Pole och regionen Ruse, i den nordöstra delen av landet, 280 km nordost om huvudstaden Sofia.